# Municipio de Somerset (Illinois)
El municipio de Somerset (en inglés: Somerset Township) es un municipio ubicado en el condado de Jackson en el estado estadounidense de Illinois. En el año 2010 tenía una población de 4205 habitantes y una densidad poblacional de 43,15 personas por km².

## Geografía
El municipio de Somerset se encuentra ubicado en las coordenadas 37°49′11″N 89°18′11″O / 37.81972, -89.30306. Según la Oficina del Censo de los Estados Unidos, el municipio tiene una superficie total de 97.45 km², de la cual 96.18 km² corresponden a tierra firme y (1.3%) 1.27 km² es agua.

## Demografía
Según el censo de 2010, había 4205 personas residiendo en el municipio de Somerset. La densidad de población era de 43,15 hab./km². De los 4205 habitantes, el municipio de Somerset estaba compuesto por el 93.1% blancos, el 3.88% eran afroamericanos, el 0.31% eran amerindios, el 0.62% eran asiáticos, el 0.12% eran isleños del Pacífico, el 0.59% eran de otras razas y el 1.38% pertenecían a dos o más razas. Del total de la población el 2.02% eran hispanos o latinos de cualquier raza.